# Euphorbia croizatii
Euphorbia croizatii ist eine Pflanzenart aus der Gattung Wolfsmilch (Euphorbia) in der Familie der Wolfsmilchgewächse (Euphorbiaceae).

## Beschreibung
Die sukkulente Euphorbia croizatii wächst als Strauch mit ausgebreiteten und etwas dicklichen Trieben bis in 75 Zentimeter Höhe. Die verkehrt eiförmigen Blätter sind nahezu sitzend, mit braunen Harren bedeckt und werden bis 10 Millimeter lang und 6 Millimeter breit. Die bis etwa 1 Zentimeter langen Nebenblattdornen sind an der Basis etwas verdickt und direkt darunter sind noch zwei kürzere Dornen angeordnet. Sie haben etwa 2 Zentimeter Abstand untereinander und stehen in fünf spiraligen Reihen am Trieb. 
Die vier- bis fünffach gegabelten Cymen stehen an bis 15 Millimeter langen Stielen und sind mit Flaumhaaren besetzt. Die ausgebreiteten und gerundeten Cyathophyllen werden bis 8 Millimeter breit und 9 Millimeter lang. Sie sind mit Haaren besetzt, grün gefärbt und mit purpurfarbenen Streifen versehen. Die nahezu sitzenden Cyathien erreichen 2 Millimeter im Durchmesser. Die Nektardrüsen besitzen zwei Lippen und der sitzende Fruchtknoten ist mit Haaren versehen.

## Verbreitung und Systematik
Euphorbia croizatii ist endemisch im Südwesten von Madagaskar auf Kalkfelsen verbreitet.
Die Art steht auf der Roten Liste der IUCN und gilt als stark gefährdet (Endangered).
Die Erstbeschreibung der Art erfolgte 1946 durch Jacques Désiré Leandri.